# Dark Warrior
Dark Warrior è un videogioco arcade del 1981 realizzato dalla software house britannica Century Electronics.

## Modalità di gioco
Dark Warrior è uno sparatutto a schermata fissa nella quale il giocatore pilota un'astronave, che come in altri titoli del genere, si muove a destra e a sinistra nella parte inferiore dello schermo. Sempre sulla parte inferiore sono posizionati dodici serbatoi di carburante. Scopo per il giocatore impedire che vengano distrutti dagli assalti di predoni alieni. Gli alieni possono attaccare sia dalle navicelle nelle loro varie formazioni che da macchine bipedi simili a delle rane. Queste ultime lanciano un missile in grado di distruggere un serbatoio; se si spara al missile una pioggia di proiettili cadrà giù, ma essi non danneggeranno gli altri serbatoi. Infine, quando il giocatore perde tutti i serbatoi, la partita finisce indipendentemente dal numero di vite che ha di riserva.